# Nueva partida+
La nueva partida mejorada, nueva partida+ (sigla NP+), modo desafío o los anglicismos new game plus, new game+ (sigla NG+), replay mode o new game ex, entre otros, es un modo de juego que se utiliza en algunos videojuegos en el cual se permite a un jugador que ha terminado el juego volver a iniciarlo desde el principio pero añadiendo ciertas características que no están presentes la primera vez que se juega. Por ejemplo, se pueden transferir a la nueva partida los objetos o experiencia del personaje, o se aumenta la dificultad del juego para que sea un desafío mayor y permita mejorar su rejugabilidad.

## Origen
Este modo de juego se utilizó por primera vez en el juego Chrono Trigger de 1995. Al iniciar una nueva partida utilizándolo los personajes controlados por el jugador lo inician con las mismas características y equipos con que finalizaron el juego la última vez. Los objetos clave para el desarrollo de la historia del juego no se incluyen en el equipo transferido para que la historia no se vea afectada. Además, los personajes que el jugador recluta a lo largo de la historia no aparecen hasta cuando deberían dentro de la trama, pero una vez reclutados su estado es el de la partida anterior.
Algunos ejemplos de juegos que usan este modo son Mega Man X7, Dead Space 2, Breath of Fire: Dragon Quarter y Astro Boy: Omega Factor.

## Usos de la nueva partida mejorada
Los juegos que tienen varios finales frecuentemente tienen un modo de NP+ para permitirle al jugador llegar más fácilmente a todos los finales. Dado que algunos juegos requieren más de cincuenta horas de juego para ser terminados, sería una tarea difícil tener que reiniciar el juego desde el principio varias veces para ver todos los finales. Por eso al utilizar este modo los reinicios del juego no son totales, pues los personajes inician con sus puntos de experiencia altos y su equipo avanzado, lo que simplifica completar el juego varias veces.